# 可再生天然氣
可再生天然氣（英語：Renewable Natural Gas；RNG），或永續天然氣（英語：Sustainable Natural Gas；SNG），或生質甲烷（英語：biomethane），是經過升值的生物燃氣，與化石天然氣品質相當，其甲烷濃度90%以上。生物燃氣是取自生物質的氣態甲烷。藉由升值過程，將品質提升至與天然氣相當，可實現以現有氣網將氣體輸送至用戶端。可再生天然氣是合成天然氣或替代天然氣的子領域。